# Maximilien Sébastien Foy
Maximilien Sébastien Foy, född 3 februari 1775, död 28 november 1825, var en fransk militär.
Foy deltog med utmärkelse i alla Frankrikes krig från 1792, bland annat 1807 i försvaret av Dardanellerna, men var som utpräglad liberal motståndare till Napoleons upphöjelse och blev därför först 1809 generalmajor. Även under kriget i Spanien gav han prov på sin duglighet, vann vid ett personligt sammanträffande 1810 Napoleons ynnest, utnämndes till generallöjtnant och inlade efter slaget vid Vittoria stora förtjänster om Frankrikes försvar mot Wellington. Under restaurationen var Foy en av den liberala oppositionens främsta talare i deputeradekammaren. Den Histoire de la guerre de la Péninsule (4 band, 1827), är utarbetad på grundval av Foys anteckningar.